# Fragment
Fragment – zachowana część zaginionego dzieła danego autora, bądź ogólniej jego zaginionej twórczości. Do fragmentów zaliczają się zarówno części kopii danego utworu, które dotrwały do naszych czasów (np. na papirusach), jak i wszystkie cytaty, streszczenia i opisy dzieła, zarówno w języku oryginału jak i tłumaczone, u innych autorów, którzy mieli dostęp do utworu przed jego zaginięciem.

## Przykłady zbiorów fragmentów autorów antycznych
- Fragmenta historicorum Graecorum
- Die Fragmente der griechischen Historiker
- Historicorum Romanorum Reliquiae